# Barbados ai Giochi della XXXIII Olimpiade
Le Barbados hanno partecipato ai Giochi della XXXIII Olimpiade che si sono svolti a Parigi dal 26 luglio all'11 agosto 2024, con una delegazione di quattro atleti, due uomini e due donne, in 3 sport.

## Delegazione
| Sport            | Uomini | Donne | Totale |
| ---------------- | ------ | ----- | ------ |
| Atletica leggera | 0      | 2     | 2      |
| Nuoto            | 1      | 0     | 1      |
| Triathlon        | 1      | 0     | 1      |
| Totale           | 2      | 2     | 4      |

## Risultati

### Atletica leggera
| Q | Qualificato al turno successivo per la posizione in qualificazione                                                           |
| q | Qualificato per il turno successivo per ripescaggio o, negli eventi su campo, conquistando la misura minima per qualificarsi |

Femminile
Eventi su pista e strada
| Atleta         | Evento      | Preliminare | Preliminare | Batteria  | Batteria  | Ripescaggio | Ripescaggio | Semifinale      | Semifinale      | Finale          | Finale          |
| Atleta         | Evento      | Risultato   | Posizione   | Risultato | Posizione | Risultato   | Posizione   | Risultato       | Posizione       | Risultato       | Posizione       |
| -------------- | ----------- | ----------- | ----------- | --------- | --------- | ----------- | ----------- | --------------- | --------------- | --------------- | --------------- |
| Tristan Evelyn | 100 m piani | Bye         | Bye         | 11.55     | 6         | —           | —           | non qualificato | non qualificato | non qualificato | non qualificato |
| Sada Williams  | 400 m piani | —           | —           | 50.45     | 3 Q       | Bye         | Bye         | 49.89           | 3 q             | 49.83           | 7               |

### Nuoto
Maschile
| Atleta     | Evento             | Batterie | Batterie  | Semifinali      | Semifinali      | Finale          | Finale          |
| Atleta     | Evento             | Tempo    | Posizione | Tempo           | Posizione       | Tempo           | Posizione       |
| ---------- | ------------------ | -------- | --------- | --------------- | --------------- | --------------- | --------------- |
| Jack Kirby | 100 m stile libero | 50.42    | 46        | non qualificato | non qualificato | non qualificato | non qualificato |

### Triathlon
Maschile
| Atleta         | Evento      | Nuoto | Trans. 1 | Ciclismo | Trans. 2 | Corsa   | Totale  | Classifica |
| -------------- | ----------- | ----- | -------- | -------- | -------- | ------- | ------- | ---------- |
| Matthew Wright | Individuale | 22:13 | 23:02    | 1:16:52  | 1:17:16  | 1:49:18 | 1:49:18 | 34         |